# Mendoza (argentinska pokrajina)
Pokrajina Mendoza (šp. Provincia de Mendoza) je pokrajina smještena na zapadu Argentine. Na sjeveru graniči s pokrajinom San Juan, na zapadu s Čileom, na jugu s pokrajinom Neuquén, na jugoistoku s pokrajinom La Pampa, a na istoku s pokrajinom San Luis. Glavni grad pokrajine je grad Mendoza.

## Također pogledajte
- Mendoza

## Vanjske poveznice
- Službena web-stranica (šp.)